# انهضي فرنسا
انهضي فرنسا (بالفرنسية: Debout la France واختصارا DLF) هو حزب سياسي فرنسي من اليمين، أسسه نيكولا دوبون إينيون في فيفري 1999 تحت اسم انهضي الجمهورية و أصبح إنهضي فرنسا في أكتوبر 2014. قبل ان يصبح حزب سياسي كان غلى غاية 2008 تيار من تجمع من أجل الجمهورية ثم من الاتحاد من أجل حركة شعبية.

## النتائج الانتخابية

### الانتخابات الرئاسية

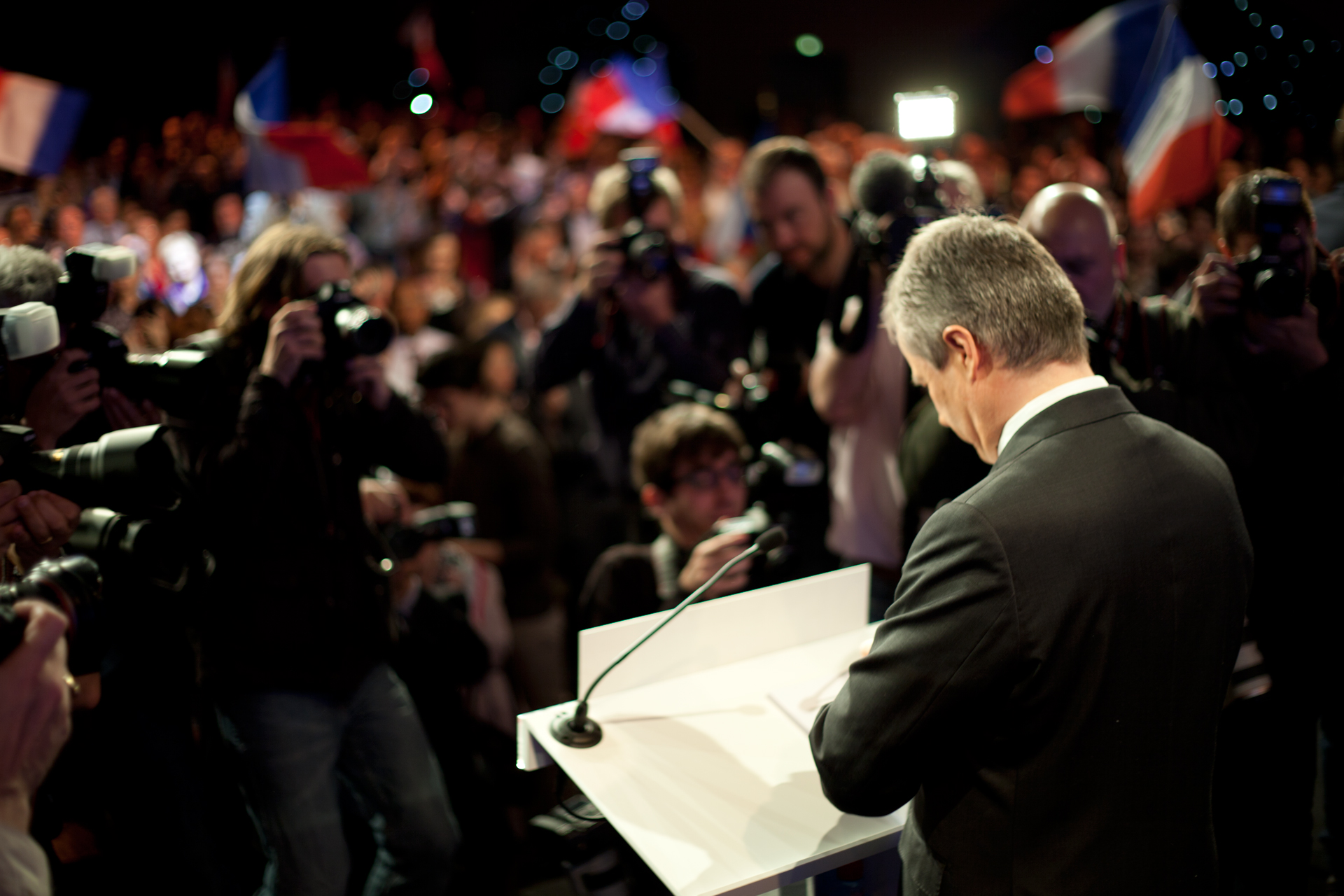
لقاء أثناء الحملة الإنتخابية الرئاسية

| السنة | المترشح             | الدورة الاولى | الدورة الاولى | الدورة الاولى | الدورة الثانية | الدورة الثانية | الدورة الثانية |
| السنة | المترشح             | الأصوات       | %             | الترتيب       | الأصوات        | %              | الترتيب        |
| ----- | ------------------- | ------------- | ------------- | ------------- | -------------- | -------------- | -------------- |
| 2012  | نيكولا دوبون إينيون | 643٬907       | 1,79          | السابع        | —              | —              | —              |
| 2017  | نيكولا دوبون إينيون | 1٬695٬000     | 4,70          | السادس        | —              | —              | —              |

## مقالات ذات صلة
- تجمع من أجل الجمهورية
- الاتحاد من أجل حركة شعبية

## وصلات خارجية
- الموقع الرسمي.